# Paratia anti-siluro

Schema degli elementi comuni di una corazza delle navi da guerra. La paratia anti-siluro è indicata dalla lettera "D".

Una paratia anti-siluro è un tipo di corazza comune alle navi da guerra più pesantemente corazzate, in particolare a navi da battaglia e incrociatori da battaglia del XX secolo. È progettato per mantenere a galla la nave anche se lo scafo è colpito al di sotto della cintura corazzata da un proiettile o da un siluro. 

## Storia
Dopo le lezioni apprese durante la prima guerra mondiale, molte navi capitali sono state rinforzate con doppie, triple o anche quadruple paratie anti-siluro, oltre a controcarene anti-siluro all'esterno dello scafo. Ad esempio, gli ultimi progetti delle navi da battaglia statunitensi durante la seconda guerra mondiale prevedevano fino a quattro paratie anti-siluro e un triplo fondo. La paratia più interna viene comunemente indicata come paratia di contenimento, e questa è spesso fabbricata utilizzando acciaio ad alta resistenza che dovrebbe deformarsi e assorbire l'impulso di pressione generato da un siluro senza rompersi. Se la paratia finale avesse uno spessore di almeno 37 mm, potrebbe anche essere indicata come una paratia blindata, poiché sarebbe in grado di bloccare schegge e frammenti di proiettile con basse velocità di impatto.